# Beryllium
Beryllium ({\displaystyle {\ce {Be}}}) er et grundstof med atomnummeret 4.
Det skabes gennem stjernenukleosyntese og er et relativt sjældent grundstof i universet. Det er et divalent grundstof, der kun forekommer naturligt i kombination med andre grundstoffer i mineraler. Blandt de ædelstene, som indeholder beryllium, er beryl (hvor akvamarin er en blå, heliodor en gulgrøn og morganit en pink varietet) og krysoberyl. Som et frit grundstof er det et stål-gråt, stærkt, let og skrøbeligt jordalkalimetal.
Beryllium forbedrer mange fysiske egenskaber når det tilføjes som et legeringselement til aluminium, kobber (især legeringen berylliumkobber), jern og nikkel. Værktøjer lavet af berylliumkobber-legeringer er stærkt og hårdt, og skaber ikke gnister når de rammer en ståloverflade. I strukturelle anvendelser gør kombinationen af høj bøjningsstivhed, termisk stabilitet, varmeledningsevne og lav tæthed (1,85 så stor som vands) berylliummetal til et efterspurgt materiale til komponenter til rumfart, missiler, rumfartøjer og satellitter. På grund af dets lave densitet er atommasse er beryllium relativt transparent for røntgenstråling og andre former for ioniserende stråling; af den grund er det det mest almindelige vinduesmateriale til røntgenudstyr og eksperimenter indenfor partikelfysik. Beryllium og berylliumoxids høje varmeledningsevne har ført til deres anvendelse indenfor varmehåndtering.
Den kommercielle anvendelse af beryllium kræver brug af passende støvkontrolsudstyr og industrielle kontrolsystemer på alle tidspunkter på grund af beryllium-indeholdende støvs høje toksicitet ved inhalering, som kan forårsage en kronisk livsfarlig allergisk sygdom hos nogle mennesker kaldet berylliose.

## Egenskaber

### Fysiske egenskaber
Beryllium er et stålgråt og hårdt metal, der er skrøbeligt ved stuetemperatur og har et tætpakket sekskantet krystalstruktur. Det har enestående stivhed (e-modul 287 GPa) og et relativt højt smeltepunkt. Berylliums elasticitetsmodul er omkring 50 % større end ståls. Kombinationen af dette modul og en relativt lav tæthed resulterer i en usædvanlig hurtig lydudledningshastighed i beryllium – omkring 12,9 km/s ved standardbetingelser. Blandt andre vigtige egenskaber er høj varmekapacitet (1925 J·kg-1·K-1) og termisk ledningsevne (216 W·m-1·K-1), som gør beryllium til det metal, der har den bedste varmespredning per enhedsvægt. I kombination med den relativt lave termiske udvidelseskoefficient (11,4⋅10-6 K-1) resulterer disse karakteristika i en unik stabilitet under betingelser for termisk belastning.

### Nukleare egenskaber
Naturligt forekommende beryllium er, med undtagelse af mindre forurening fra kosmogeniske radioisotoper, hovedsageligt beryllium-9, som har et kernespin på {\displaystyle {\tfrac {3}{2}}}. Beryllium er et tværsnit med stor spredning for højenergi-neutroner, omkring 6 barns for energier over cirka 10 keV. Dette bevirker at det fungerer som en neutronreflektor og neutronmoderator, der effektivt sløver neutroner ned til en termisk energi under 0,03 eV, hvor det samlede tværsnit er mindst en størrelsesorden lavere – den nøjagtig værdi afhænger i høj grad af renheden og størrelsen af krystalliter i materialet.
Den eneste primordiale berylliumisotop {\displaystyle {\ce {^{9}Be}}} gennemgår også en (n,2n)-neutronreaktion med neutronenergi på over 1,9 MeV, for at producere {\displaystyle {\ce {^{8}Be}}}, som næsten øjeblikkeligt nedbrydes til to alfa-partikler. Således er beryllium en neutronmultiplikator for højenergi-neutroner, da det frigiver flere neutroner end det absorberer. Denne kernereaktion er:
{\displaystyle {\ce {^{9}_{4}Be +n -> 2 ^{4}_{2}He +2n}}}
Neutroner bliver frigivet, når berylliumkerner bliver ramt af energirige alfapartikler og producerer kernereaktionen
{\displaystyle {\ce {^{9}_{4}Be +^{4}_{2}He -> ^{12}_{6}C +n}}}
hvor {\displaystyle {\ce {^{4}_{2}He}}} er en alfapartikel, og {\displaystyle {\ce {^{12}_{6}C}}} er en carbon-12-kerne.
Beryllium frigiver også neutroner under bombardement med gammastråler. Naturlig beryllium der enten bombarderes af alpha- eller gammastråling fra en passende radioisotop er en nøglekomponent i de fleste radioisotop-drevne kernereaktion-neutronkilder til laboratorieproduktionen af frie neutroner.
Små mængder tritium frigives når {\displaystyle {\ce {^{9}_{4}Be}}}-kerner absorberer lavenergi-neutroner i en kernereaktion med tre trin:
{\displaystyle {\ce {^{9}_{4}Be +n -> ^{4}_{2}He +^{6}_{2}He}}}
{\displaystyle {\ce {^{6}_{2}He -> ^{6}_{3}Li +e-}}}
{\displaystyle {\ce {^{6}_{3}Li +n -> ^{4}_{2}He +^{3}_{1}H}}}
{\displaystyle {\ce {^{4}_{2}He}}} har en halveringstid på kun 0,8 sekunder, {\displaystyle {\ce {e-}}} er en elektron og {\displaystyle {\ce {^{6}_{3}Li}}} har et højt neutronabsorberings-tværsnit. Tritium er en radioisotop i affaldsstrømme i kernereaktorer.
Som metal er beryllium transparent ved de fleste røntgen- og gamma-bølgelængder, hvilket gør det anvendeligt til outputvinduer i røntgenrør og andre lignende apparater.

### Isotoper og nukleosyntese
Både stabile og ustabile berylliumisotoper skabes i stjerner, men radioisotoperne holder ikke længe. Det menes, at den meste af den stabile beryllium i universet oprindeligt blev skabt i det interstellare medium, da kosmisk stråle-induceret fission i tungere grundstoffer, der findes i interstellar gas og støv. Primordial beryllium indeholder kun en stabil isotop, {\displaystyle {\ce {^{9}Be}}}, og derfor kendes beryllium som et monoisotopisk grundstof.
Radioaktivt kosmogent {\displaystyle {\ce {^{10}Be}}} produceres i Jordens atmosfære af kosmisk strålespallation af ilt. {\displaystyle {\ce {^{10}Be}}} akkumuleres på jordoverfladen, hvor dens relativt lange halveringstid (1,36 millioner år) giver den en lang opholdstid før den henfalder til bor-10. Af denne grund anvendes {\displaystyle {\ce {^{10}Be}}} og dens datterprodukter til at undersøge naturlig jorderosion, jorddannelse og udviklingen af laterititjord, samt som en proxy for måling af variationer i Solens aktivitet og alderen på iskerner. Produktionen af {\displaystyle {\ce {^{10}Be}}} er omvendt proportionel med Solens aktivitet, idet øget solvind i perioder med høj solaktivitet reducerer strømmen af galaktiske kosmiske stråler der når Jorden. Kerneeksplosioner danner også {\displaystyle {\ce {^{10}Be}}} ved hurtige neutroners reaktion med 13C i kuldioxid i luften. Dette er en af de indikatorer, der er på steder hvor der tidligere har foregået prøvefyringer af kernevåben.
Isotopen {\displaystyle {\ce {^{7}Be}}} (halveringstid 53 dage) er også kosmogen, og udviser en atmosfærisk overflod forbundet med solpletter, meget lig {\displaystyle {\ce {^{10}Be}}}.
{\displaystyle {\ce {^{8}Be}}} har en meget kort halveringstid på omkring 7⋅10−17 s, der bidrager til dets væsentlige kosmologiske rolle, da grundstoffer, der er tungere end beryllium, ikke kunne være produceret af kernefusion i Big Bang. Dette skyldes mangel på tilstrækkelig tid under Big Bang's nukleosyntese-fase til at producere carbon ved fusion af 4He-kerner og meget lave koncentrationer af tilgængelig beryllium-8. Den britiske astronom sir Fred Hoyle var den første til at vise, at {\displaystyle {\ce {^{8}Be}}} og {\displaystyle {\ce {^{12}Be}}}'s energiniveauer tillader carbonproduktion ved den såkaldte triple-alfa-proces i helium-drevne stjerner, hvor der er mere tid til rådighed for nukleosyntese. Denne proces gør, at carbon kan produceres i stjerner, men ikke i Big Bang. Stjerne-skabt kulstof (grundlaget for alt kulstof-baseret liv) er således en komponent i de grundstoffer i gas og støv, der frigives af AGB-stjerner og supernovaer (se også Big Bang-nukleosyntese), såvel som i skabelsen af alle andre grundstoffer med atomnumre større end carbons.
De inderste elektroner i beryllium kan bidrage til kemiske binding. Dette indebærer at når {\displaystyle {\ce {^{7}Be}}} henfalder ved elektronindfangning så gøres dette ved at tage elektroner fra atomiske orbitaler, der kan deltage i binding. Dette gør til en vis grad dens forfaldsrate afhængig af dens elektronkonfiguration – hvilket er en sjælden ting i atomart henfald.
Den berylliumisotop med korteste kendte levetid er {\displaystyle {\ce {^{13}Be}}}, der henfalder via neutronemission. Den har en halveringstid på 2,7⋅10-21 s. {\displaystyle {\ce {^{6}Be}}} er også meget kortlivet, med en halveringstid på 5,0⋅10-21 s. De eksotiske isotoper, {\displaystyle {\ce {^{11}Be}}} og {\displaystyle {\ce {^{14}Be}}} er kendt for at udvise en nuklear glorie. Dette fænomen kan forstås som at {\displaystyle {\ce {^{11}Be}}} og {\displaystyle {\ce {^{14}Be}}}'s kerner har henholdsvis 1 og 4 neutroner, der kredser væsentligt udenfor den klassiske Fermi-'vanddråbemodel' af kernen.

### Forekomst
Solen har en koncentration på 0,1 parts per billion (ppb) af beryllium. Beryllium har en koncentration på 2 til 6 parts per million (ppm) i jordskorpen. Det er mest koncentreret i jordbunden, 6 ppm. Spormængder af {\displaystyle {\ce {^{9}Be}}} findes i Jordens atmosfære. Berylliumkoncentrationen i havvand er 0,2–0,6 parts per trillion. I bækvand findes der dog lidt mere beryllium, med en koncentration på 0,1 ppb.
Beryllium findes i mere end 100 mineraler, men de fleste er ualmindeligt sjældne. Blandt de mest almindelige beryllium-indeholdende mineraler er: bertrandit ({\displaystyle {\ce {Be4Si2O7(OH)2}}}), beryl ({\displaystyle {\ce {Al2Be3Si6O18}}}), krysoberyl ({\displaystyle {\ce {Al2BeO4}}}) og fenakit ({\displaystyle {\ce {Be2SiO4}}}). Blandt værdifulde former for beryl er akvamarin, rød beryl og smaragd.
Den grønne farve i berylformer af ædelstenkvalitet kommer fra varierende mængder krom (omkring 2 % for smaragd).
De to vigtigste typer berylliummalm, beryl og bertrandit, findes i Argentina, Brasilien, Indien, Madagaskar, Rusland og USA. Verdens samlede berylliummalm-reserver er på mere end 400.000 tons.

## Produktion
Udvinding af beryllium fra dets forbindelser er en vanskelig proces på grund af dets høje affinitet for ilt ved høje temperaturer, og dets evne til at reducere vand når dets oxidfilm fjernes. USA, Kina og Kasakhstan er de eneste tre lande, der indgår i den industrielle udvinding af beryllium.
Beryllium udvindes normalt fra mineralet beryl, som enten er sintret ved hjælp af et udvindingsmiddel eller smeltet til en opløselig blanding. Sintringsprocessen indebærer blanding af beryl med natriumfluorosilikat og natron ved 770 °C for at danne natriumfluoroberyllat, aluminiumoxid og siliciumdioxid. Berylliumhydroxid findes som bundfald i en opløsning af natriumfluoroberyllat og natriumhydroxid i vand. Udvinding af beryllium ved hjælp af smeltemetoden indebærer at man sliber beryl til et pulver, og derefter varmer det op til 1650 °C. Smeltningen nedkøles hurtigt derefter med vand og opvarmes så igen til 250-300 °C i koncentreret svovlsyre, hvilket for det meste giver berylliumsulfat og aluminiumsulfat. Vandig ammoniak anvendes derefter til at fjerne aluminium og svovl, hvilket efterlader berylliumhydroxiden tilbage.
Berylliumhydroxid skabes enten ved hjælp af sintrings- eller smeltemetoden, og konverteres derefter til berylliumfluorid eller berylliumklorid. For at danne fluoriden tilføjes vandig ammonium-hydrogenfluorid til berylliumhydroxiden for at give et bundfald af ammoniumtetrafluoroberyllat, som opvarmes til 1000 °C for at danne berylliumfluorid. Opvarmning af fluoriden til 900 °C med magnesium danner fint opdelt beryllium, og gennem yderligere opvarmning 1300 °C dannes det kompakte metal. Opvarmning af berylliumhydroxid danner oxiden, som bliver til berylliumklorid, når den kombineres med kulstof og klor. Elektrolyse af smeltet berylliumklorid anvendes derefter til at opnå selve metallet.

## Kemiske egenskaber
Berylliums kemiske adfærd skyldes i høj grad dets små atomare og ioniske radier. Det har således meget højt ioniseringspotentiale og stærk polarisering, mens det er bundet til andre atomer, hvilket er grunden at alle dets forbindelser er kovalente. Kemisk ligner det mere aluminium end dets nære naboer i det periodiske system på grund af deres meget ens forhold af ladning-til-radius.
Et oxidlag omkring beryllium forhindrer yderligere reaktioner med luft, medmindre det opvarmes til over 1000 °C. Når det antændes brænder beryllium strålende, og danner en blanding af berylliumoxid og berylliumnitrid. Beryllium opløses let i ikke-oxiderende syrer, såsom {\displaystyle {\ce {HCl}}} og fortyndet {\displaystyle {\ce {H2SO4}}}, men ikke i salpetersyre eller vand, da dette danner oxiden. Denne opførsel ligner aluminiummetals. Beryllium opløses også i alkali-opløsninger.
Berylliumatomet har den elektroniske konfiguration [He] 2s2. De to valenselektroner giver beryllium +2 oxidationstrin og dermed evnen til at danne to kovalente bindinger; det eneste bevis for beryllium med lavere valens er i opløseligheden af metalet i BeCl2. På grund af oktet-reglen har atomer en tendens til at søge en valens på 8 for at ligne en ædelgas. Beryllium forsøger at opnå et koordinationstal på 4, fordi dets to kovalente bindinger fylder halvdelen af denne oktet. En koordinering af 4 lader berylliumforbindelser, såsom fluoriden eller kloriden, danne polymerer.
Denne egenskab anvendes i analytiske teknikker ved hjælp af EDTA som ligand. EDTA danner fortrinsvis oktaedriske komplekser – og absorberer dermed andre kationer, såsom {\displaystyle {\ce {Al^{3+}}}}, som kan blande sig – for eksempel i opløsningsekstraktion af et kompleks dannet mellem {\displaystyle {\ce {Be^{2+}}}} og acetylacetone. Beryllium(II) danner let komplekser med stærke donationsligander såsom fosfinoxider og arsenoxider.
Opløsninger af berylliumsalte, f.eks. berylliumsulfat og berylliumnitrat, er syrer på grund af hydrolyse af ionen {\displaystyle {\ce {[(H2O)4]^{2+}}}}.
{\displaystyle {\ce {[Be(H2O)4]^2+ +H2O <=> [Be(H2O)3(OH)]+ +H3O+}}}
Blandt andre hydrolyseprodukter er den trimeriske ion {\displaystyle {\ce {[Be3(OH)3(H2O)6]^3+}}}. Berylliumhydroxid, {\displaystyle {\ce {Be(OH)2}}}, er uopløselig, selv i sure opløsninger med pH-værdi på mindre end 6. Det er amfoterisk og opløses i stærke alkaline opløsninger.
Beryllium danner binære forbindelser med mange ikke-metaller. Der kendes til vandfri halider for fluor, klor, brom og jod. Berylliumfluorid {\displaystyle {\ce {BeF2}}} har en silica-lignende struktur med hjørnedelte {\displaystyle {\ce {BeF4}}}-tetrahedra. Berylliumklorid {\displaystyle {\ce {BeCl2}}} og berylliumbromid {\displaystyle {\ce {BeBr2}}} har kædestrukturer med kantdelte tetrahedra. Alle berylliumhalider har en lineær monomerisk molekylærstruktur i gasfasen.
{\displaystyle {\ce {BeF2}}} adskiller sig fra de andre jordalkali-difluorider. Generelt har beryllium en tendens til at binde kovalent, meget oftere end de andre jordalkalimetaller, og dets fluorid er delvist kovalent (selv om det stadig er mere ionisk end dets andre halidforbindelser). {\displaystyle {\ce {BeF2}}} har mange ligheder med Siliciumdioxid {\displaystyle {\ce {SiO2}}} (kvarts). {\displaystyle {\ce {BeF2}}} har tetraedrisk koordineret metal og danner glas (er vanskeligt at krystallisere). I krystallinsk form har berylliumfluorid samme rumtemperaturs-krystalstruktur som kvarts, som den ligeledes har mange højtemperaturs-strukturer tilfælles med. Berylliumdifluorid er meget opløseligt i vand, i modsætning til de øvrige jordalkalimetaller. (Selvom de er stærkt ioniske opløses de ikke på grund af fluoritstrukturens særligt stærke gitterenergi.) {\displaystyle {\ce {BeF2}}} har dog meget lavere elektrisk ledningsevne, når det er opløst, eller som smeltet, end man ville forvente, hvis det var fuldt ionisk.
| Orden og uorden i difluorider                                                                                |                                                                             |
| A parallelogram-shaped outline with space-filling diatomic molecules (joined circles) arranged in two layers | cube of 8 yellow atoms with white ones at the holes of the yellow structure |
| Den stærke og stabile ioniske fluoritstruktur, der bruges af calciumdifluorid og mange andre difluorider     | Uorganiseret berylliumglas-struktur (skitse, to dimensioner)                |

Berylliumoxid {\displaystyle {\ce {BeO}}} er et hvidt ildfast materiale, som har wurtzit-krystalstruktur og en varmeledningsevne pp højde med nogle metallers. {\displaystyle {\ce {BeO}}} er amfoterisk. Berylliumsalte kan fremstilles ved at behandle {\displaystyle {\ce {Be(OH)2}}} med syre. Der findes sulfid, selenid og tellurid med beryllium, og disse har alle zincblendestruktur.
Berylliumnitrid, Be3N2 er nemt hydrolyseret forbindelse med højt smeltepunkt. Berylliumazid, {\displaystyle {\ce {BeN6}}} kendes, og berylliumfosfid, {\displaystyle {\ce {Be3P2}}} har en struktur der ligner {\displaystyle {\ce {Be3N2}}}. Grundlæggende berylliumnitrat og grundlæggende berylliumacetat har lignende tetrahedrale strukturer med fire berylliumatomer koordineret til en central oxidion. Der kendes en række berylliumborider såsom {\displaystyle {\ce {Be5B}}}, {\displaystyle {\ce {Be4B}}}, {\displaystyle {\ce {Be2B}}}, {\displaystyle {\ce {BeB2}}}, {\displaystyle {\ce {BeB6}}} og {\displaystyle {\ce {BeB12}}}. Berylliumkarbid, {\displaystyle {\ce {Be2C}}}, er en ildfast, murstensrød forbindelse, der reagerer med vand og giver metan. Der er ikke blevet fundet nogle berylliumsilicider.

## Historie
Mineralet beryl, som indeholder beryllium, har været brugt siden mindst det Ptolemæiske dynasti i Egypten. I det første århundrede e. Kr. nævnte den romerske naturforsker Plinius den Ældre i sin encyklopædi Naturalis Historia at beryl og smaragd lignede hinanden. Papyrus Graecus Holmiensis, skrevet i tredje eller fjerde århundrede e. Kr., indeholder noter om hvordan man forbereder kunstig smaragd og beryl.
Tidlige analyser af smaragder og beryler, undersøgt af Martin Heinrich Klaproth, Torbern Olof Bergman, Franz Karl Achard og Johann Jakob Bindheim førte altid til nærliggende grundstoffer, hvilket førte dem til den fejlagtige konklusion at begge stoffer er aluminiumsilikater. Mineralogen René Just Haüy opdagede at begge krystaller er geometrisk identiske, og han bad derfor kemikeren Louis-Nicolas Vauquelin om en kemisk analyse.
I en afhandling fra 1798, oplæst for Institut de France, rapporterede Vauquelin at han har fundet en ny "jord" ved at opløse aluminiumhydroxid fra smaragd og beryl i en yderligere alkali. Redaktionen på tidsskriftet Annales de Chimie et de Physique opkaldte den nye jord "glucin" efter nogle af dens forbindelsers søde smag. Klaproth foretrak navnet "beryllina" på grund af det faktum, at yttriumoxid også dannede søde salte. Navnet "beryllium" blev første gang brugt af Friedrich Wöhler i 1828.
Friedrich Wöhler og Antoine Bussy isolerede uafhængigt af hinanden beryllium i 1828 ved en kemisk reaktion mellem metallisk kalium og berylliumklorid, således:
BeCl2 + 2 K → 2 KCl + Be
Ved hjælp af et alkohol-lampe opvarmede Wöhler vekslende lag af berylliumklorid og kalium i en kabellukket platindigel. Den ovenstående reaktion fandt øjeblikkeligt herefter sted, hvilket forårsagede at diglen blev hvidglødende. Efter afkøling og afvaskning af det resulterende grå-sorte pulver opdagede han at det bestod af fine partikler med en mørk metallisk glans. Det ekstremt reaktive kalium var blevet fremstillet ved elektrolyse af dets forbindelser, en proces, der blev opdaget 21 år tidligere. Den kemiske metode ved hjælp af kalium gav kun små korn af beryllium, hvorfra der hverken kunne støbes eller hamres barrer.
Den direkte elektrolyse af en smeltet blanding af berylliumfluorid og natriumfluorid, foretaget af Paul Lebeau i 1898, resulterede i de første rene (99,5 til 99,8 %) berylliumprøver. Den første kommercielt succesfulde proces til produktion af beryllium blev udviklet i 1932 af Alfred Stock og Hans Goldschmidt. Deres proces indebærer elektrolyse af en blanding af berylliumfluorider og barium, hvilket får smeltet beryllium til at samle sig på en vandkølet jernkatode.
I et eksperiment af James Chadwick i 1932 blev en berylliumprøve bombarderet med alfastråler fra henfald af radium. Eksperimentet afslørede eksistensen af neutronen. Denne samme metode anvendes i en klasse af radioisotop-baseret laboratorie-neutronkilder, der producerer 30 neutroner for hver million α-partikler.
Berylliumproduktionen voksede kraftigt under anden verdenskrig, på grund af den voksende efterspørgsel for hårde beryllium-kobber-legeringer og lysstof til lysstofrør. De fleste tidlige lysstofrør anvendte zinkortosilikat med varierende indhold af beryllium til at udsende grønligt lys. Små tilføjelser af magnesiumwolframat forbedrede den blå del af spektret og skabte dermed et acceptabelt hvidt lys. Halofosfat-baseret lysstof erstattede beryllium-baseret lysstof efter man opdagede at beryllium er giftigt.
Elektrolyse af en blanding af berylliumfluorid og natriumfluorid blev anvendt til at isolere beryllium i det 19. århundrede. Metallets høje smeltepunkt gør denne proces mere energiforbrugende end tilsvarende processer for alkalimetallerne. Tidligt i det 20. århundrede blev produktionen af beryllium ved termisk dekomposition af berylliumiodid undersøgt efter successen med en lignende proces til produktion af zirconium, men denne proces viste sig at være for uøkonomisk til større produktion.
Rent berylliummetal var ikke let tilgængeligt før 1957, selv om det havde været brugt som et legeringsmetal til at hærde og styrke kobber meget tidligere. Beryllium kunne fremstilles ved at reducere berylliumforbindelser såsom berylliumklorid med metallisk kalium eller natrium. I øjeblikket fremstilles det meste beryllium ved at reducere berylliumfluorid med renset magnesium. Prisen på det amerikanske marked for vakuum-støbte berylliumbarrer var omkring $745 pr. kilo i 2001.
Mellem 1998 og 2008 faldt verdens produktion af beryllium fra 343 til omkring 200 tons, hvoraf 176 tons (88 %) kom fra USA.

### Etymologi
Tidlige forløbere for ordet beryllium kan spores tilbage til mange sprog, heriblandt Latin Beryllus; fransk Béry; græsk βήρυλλος, bērullos, beryl; Prakrit veruliya (वॆरुलिय‌); Pāli veḷuriya (वेलुरिय), veḷiru (भेलिरु) eller viḷar (भिलर्) – "at blegne", som henvisning til den blege semiædelsten beryl. Den oprindelige kilde er sandsynligvis Sanskrit-ordet वैडूर्य (vaidurya), som er af Dravidisk oprindelse og kan være relateret til navnet på den moderne by Belur. I omkring 160 år var beryllium også kendt som glucinum eller glucinium (med det tilsvarende kemiske symbol "Gl", eller "G" ), hvilket stammede fra det græske ord for "sød": γλυκυς, på grund af berylliumsaltes søde smag.

## Anvendelser

### Strålingsvinduer
På grund af dets lave atomnummer og meget lave absorption af røntgenstråler, er den ældste og stadig en af de vigtigste anvendelser af beryllium, i strålingvinduer til røntgenrør. Der stilles ekstreme krav til berylliummets renhed for at undgå artefakter i røntgenbilleder. Tyndt berylliumsfolie anvendes som strålingsvinduer til røntgendetektorer, og den ekstremt lave absorption minimerer varmevirkninger forårsaget af røntgenstråler med høj intensitet og lav energi, som det typisk ses i synkrotronstråling. Vakuum-stramme vinduer og strålerør til strålingsforsøg på synkrotroner fremstilles udelukkende af beryllium. I videnskabelige opsætninger til diverse undersøgelser af røntgenemission er prøvholderen normalt lavet af beryllium, fordi dets udsendte røntgenstråler har meget lavere energier (~100 eV) end røntgenstråler fra de fleste undersøgte materialer.
Lavt atomnummer gør også beryllium relativt trnasparent for energirige partikler. Det anvendes derfor til at bygge strålerør rundt omkring kollisionensregionen i opsætninger af partikelfysik, såsomsom alle fire centrale detektorforsøg på Large Hadron Collider (ALICE, ATLAS, CMS, LHCb), Tevatronen og SLAC. Berylliums lave tæthed lader kollisionprodukter nå de omkringliggende detektorer uden nævneværdig interaktion, dets stivhed producerer et kraftfuldt vakuum i røret for at minimere interaktion med gasser, dets termiske stabilitet gør det muligt for det at fungere korrekt ved temperaturer på kun et par grader over det absolutte nulpunkt, og dens diamagnetiske nature afholder det fra at blande sig i de komplekse multipolære magnetsystemer, der anvendes til at styre og fokusere partikelstrålen.

### Mekaniske anvendelser
På grund af dets stivhed, lave vægt og dimensionelle stabilitet under en lang række temperaturer anvendes beryllium til lette strukturelle komponenter indenfor forsvars- og rumfartsindustrierne i højhastighedsfly, guidede missiler, rumfartøjer og satellitter. Flere raketter med flydende brændstofhar brugt raketdyser lavet af ren beryllium. Berylliumpulver blev selv tidligere overvejet som et raketbrændstof, men disse overvejelser udmøntede sig aldrig i noget konkret. Et lille antal af ekstremt high-end cykelstel er blevet bygget med beryllium. Fra 1998 til 2000 anvendte McLaren Formel 1-holdet Mercedes-Benz-motorer med beryllium-aluminium-legerede stempler. Anvendelsen af motorkomponenter af beryllium blev forbudt efter en protest fra Scuderia Ferrari.
Ved at blande omkring 2,0 % beryllium i kobber kan man danne en legering kaldet berylliumkobber, der er seks gange stærkere end kobber alene. Berylliumlegeringer har mange anvendelser på grund af deres kombination af elasticitet, høj elektrisk ledningsevne og termisk ledningsevne, høj styrke og hårdhed, ikke-magnetiske egenskaber, samt gode modstand mod korrosion og træthed. Disse anvendelser omfatter ikke-gnistdannende værktøjer, der anvendes omkring brandfarlige gasser (berylliumnikkel), i fjedre og membraner (berylliumnikkel og berylliumjern), der anvendes i kirurgiske instrumenter og højtemperatursenheder. Helt ned til 50 ppm af beryllium legeret med flydende magnesium kan føre til en betydelig stigning i oxidationsmodstand og fald i brændbarhed.
Berylliums stærkt elastiske stivhed har ført til omfattende brug af det i præcisionsinstrumenter, f.eks. i træghedsnavigationssystemer og i støttemekanismer til optiske systemer. Beryllium-kobberlegeringer blev også anvendt som et hærdende middel i "Jasonpistoler", som blev brugt til at tage malingen af skibsskrog.
Beryllium blev også brugt til cantilever i high performance fonograf-spidser, hvor dets ekstreme stivhed og lave densitet tillod sporingsvægte, der kunne reduceres til 1 gram, men stadig spore højfrekvenspassager med minimal forvrængning.
En tidligere større anvendelse af beryllium var i bremser til militære fly på grund af dets hårdhed, høje smeltepunkt, og en enestående evne til at sprede varme. Miljømæssige overvejelser har ført til substitution med andre materialer.
For at reducere omkostningerne kan beryllium legeres med betydelige mængder aluminium, hvilket resulterer i AlBeMet-legering (et handelsnavn). Denne blanding er billigere end ren beryllium, mens den stadig bibeholder mange af de ønskelige egenskaber.

### Spejle
Berylliumspejle er af særlig interesse. Spejle til store områder, ofte understøttet med en honeycomb-struktur, bruges for eksempel i meteorologiske satellitter, hvor lav vægt og varig dimensionel stabilitet er afgørende. Mindre berylliumspejle anvendes i optiske styresystemer og affyringsstyresystemer, f.eks. i de tysk-producerede kampvognsmodeller Leopard 1 og Leopard 2. Disse systemer kræver meget hurtig spejlbevægelse, hvilket nødvendiggør lav masse og høj stivhed. Normalt er berylliumspejlet belagt med en hård nikkelbelægning, som er lettere at polere til et finere optisk slutresultat end beryllium. Somme tider poleres berylliummet dog uden uden belægning. Dette gælder især ved kryogene anvendelser, hvor uoverensstemmelser i termisk udvidelse kan få belægning til at spænde.
James Webb Space Telescope vil have 18 sekskantede berylliumafsnit til sine spejle. Fordi JWST vil stå over for temperaturer på 33 K, er spejlet lavet af guldbelagt beryllium, som kan håndtere ekstrem kulde bedre end glas. Beryllium kontraheres og deformeres mindre end glas – og forbliver mere uniform – under sådanne temperaturer. Af samme grund er optikken i Spitzer Space Telescope helt bygget af berylliummetal.

### Magnetiske anvendelser
Beryllium er ikke-magnetiske. Derfor anvendes værktøjer fremstillet fra beryllium-baserede materialer af hold indenfor flåde eller militær, der skal bortskaffe eksplosivt krigsmateriel på eller nær søminer, da disse miner normalt har magnetiske tændrør. De findes også i vedligeholdelse og byggematerialer nær MRI-maskiner på grund af de høje magnetiske felter, der genereres af disse. Inden for radiokommunikation og stærke (normalt militære) radarer anvendes håndværktøj af beryllium til at tune de stærkt magnetiske klystroner, magnetroner, osv., der anvendes til at generere høje niveauer af mikrobølgeenergi i senderne.

### Nukleare anvendelser
Tynde plader eller folier af beryllium anvendes undertiden i atomvåbendesign som de alleryderste lag af plutonium-pit'en i den primære stadier af termonukleare bomber, placeret omkring det fissile materiale. Disse berylliumlag er god "skubbere" til implosionen af plutonium-239, og de er også gode neutronreflektorer, ligesom det er tilfældet i beryllium-modererede kernereaktorer.
Beryllium anvendes også udbredt i nogle neutronkilder i laboratorienheder, hvor der kun er behov for relativt få neutroner (i stedet for at skulle bruge en kernereaktor eller en partikelaccelerator-drevet neutrongenerator). Til dette formål bombarderes et mål af beryllium-9 med energiske alfapartikler fra en radioisotop såsom polonium-210, radium-226, plutonium-239 eller americium-241. I den følgende kernereaktion omdannes en berylliumkerne til kulstof-12, og der udledes en fri neutron, som bevæger sig i omtrent samme retning som alfapartiklerne var. Sådanne alfa-henfald- drevne beryllium-neutronkilder blev brugt i nogle af de tidligste atombomber. Neutronkilder hvori beryllium bombarderes med gammastråler fra en gamma-henfaldende radioisotop, anvendes også til at producere laboratorieneutroner.
En anden anvendelse af beryllium er til brændselsfremstilling til CANDU-reaktorer. Brændselselementerne har små vedhæng, der er modstandsloddet til brændstofbeklædningen ved hjælp af en induktionslodningsproces med Be som fyldstofmaterialet ved lodningen. Der loddes lejeunderlag på for at forhindre kontakt mellem brændselsbundterne og trykrør, og inter-element-afstandsstykker loddes på for at forhindre kontakt mellem elementerne.
Beryllium anvendes også ved Joint European Torus kernefusionsforskningslaboratorium, og det vil blive brugt i de mere avancerede ITER til at tilpasse de komponenter, som vil komme i kontakt med plasmaet. Beryllium er også blevet foreslået som et belægningsmateriale til brændselsstave på grund af dets gode kombination af mekaniske, kemiske og nukleare egenskaber. Berylliumfluorid er en af de centrale salte i den eutektiske saltblanding FLiBe, der anvendes som opløsningsmiddel, moderator og kølemiddel i mange hypotetiske smeltesaltsreaktor-designs, herunder LFTR-designet.

### Akustik
Berylliums lave vægt og høje stivhed gør det anvendeligt som et materiale til høj-frekvens højttalerdrivere. Da beryllium er dyrt (mange gange dyrere end titanium), svært at forme på grund af dets skørhed, og giftigt hvis det håndteres forkert, ses beryllium-højttalere normalt kun i velstående hjem, pro audio og Public Address-anvendelser. Nogle højkvalitets-produkter er svigagtigt blevet hævdet at være lavet af materialet.

### Elektronik
Beryllium er et p-type doteringsmiddel i III-V-sammensatte halvledere. Det er udbredt i materialer såsom GaAs, AlGaAs, InGaAs og InAlAs, der frembringes af molekylærstråleepitaksi (MBE). Tværrullede berylliumark er en fremragende strukturel støtte til printplader i surface-mount-teknologi. I nogle vigtige elektroniske enheder fungerer beryllium både som strukturel støtte og køleplade. Anvendelsen kræver også en koefficient for termisk udvidelse , som passer godt til alumina og polyimid-glassubstrater. Beryllium-berylliumoxidforbindelse "E-Materialer" er blevet særligt designet til disse elektroniske anvendelser, og har den yderligere fordel, at den termiske udvidelseskoefficient kan tilpasses til forskellige substratmaterialer.
Berylliumoxid er nyttigt til mange anvendelser, der både kræver en elektrisk isolator, en fremragende varmeleder, høj styrke og hårdhed og meget højt smeltepunkt. Det er ofte brugt som en isolator-baseplade i høj-effektive transistorer i radiofrekvens-sendere til telekommunikation. Berylliumoxid er også ved at blive undersøgt for muligheder for at bruge det til at øge den termiske ledningsevne i kernebrændsel-piller af urandioxid. Berylliumforbindelser blev tidligere anvendt i lysstofrør rør, men denne brug blev afskaffet på grund af sygdommen berylliose, der ramte de der fremstillede rørene.

### Sundhedsmæssige anvendelser
Beryllium er en del af flere dentallegeringerer.

## Forholdsregler
Der menes at findes i gennemsnit 35 mikrogram beryllium i menneskekroppen, hvilket ikke betragtes som skadeligt. Kemisk ligner beryllium magnesium, og beryllium kan fortrænge magnesium fra enzymer, hvilket får dem til at fungere forkert. Kronisk berylliose er en pulmonal og systemisk granulomatøs sygdom forårsaget af indånding af støv eller dampe, der er forurenet med beryllium; enten store mængder over kort tid eller små mængder over længere tid. Symptomer på sygdommen kan være op til fem år om at manifestere sig. Omkring en tredjedel af alle med sygdommen dør af den, mens de fleste overlevende bliver ramt af større handicap. Det Internationale agentur for kræftforskning (IARC) har oplistet beryllium og berylliumforbindelser, som kræftfremkaldende stoffer i Kategori 1. I USA har Occupational Safety and Health Administration (OSHA) udpeget et tilladeligt eksponeringsmaksimum (permissible exposure limit - eller PEL) på arbejdspladsen med et tidsvægtet gennemsnit (TWA) på 0,002 mg/m3 og en grænseværdi for konstant eksponering på 0,005 mg/m3 over 30 minutter, med et maksimalpunkt på 0,025 mg/m3. National Institute for Occupational Safety and Health (NIOSH) har fastsat en anbefalet grænseværdi for eksponering (recommended exposure limit - REL) på konstant 0,0005 mg/m3. IDLH-værdien (immediately dangerous to life and health) er på 4 mg/m3.
Første gang man blev bekendt med akut berylliumsygdom i form af kemisk pneumonitis var i Europa i 1933, samt i USA i 1943. En undersøgelse i USA i 1949 viste, at omkring 5 % af arbejderne på fabrikker, der fremstillede lysstofrør havde beryllium-relaterede lungesygdomme. Kronisk berylliose ligner sarkoidose i mange henseender, og differentialdiagnosen er ofte vanskelig. Sygdommen dræbte flere af pionererne indenfor atomvåbendesign, såsom Herbert L. Anderson.
Beryllium kan findes i kul-slagger. Når slaggen er formuleret til en skuremidler til at sprænge maling og rust fra hårde overflader, kan berylliumet blive luftbårent og blive en kilde til eksponering.
Tidlige forskere smagte efter sødmen i beryllium og dets forskellige forbindelser for at verificere indholdet af beryllium. Moderne diagnostisk udstyr gør, at denne - ekstremt risikable - procedure ikke længere er nødvendig, og i dag bør ingen gøre forsøg på at indtage de meget giftige berylliumsubstanser. Beryllium og dets forbindelser bør håndteres med stor omhu, og der bør tages særlige forholdsregler når man beskæftiger sig med en aktivitet, der kan resultere i frigivelse af berylliumstøv (lungekræft er et muligt resultat af længere tids udsættelse for beryllium-holdigt støv). Selv om brugen af berylliumforbindelser i lysstofrør blev afskaffet i 1949, findes risikoen for at blive eksponeret for beryllium stadig den atomkraft- og rumfartsindustrien, samt ved raffinering af berylliummetal og smeltning af beryllium-holdige legeringer, fremstilling af elektroniske enheder og håndtering af andre beryllium-holdige materialer.
Der er for nylig blevet udviklet en velfungerende test for beryllium i luft og på overflader, udviklet og offentliggjort som en international frivillig konsensusstandard, ASTM D7202. Proceduren anvender fortyndet ammoniumbifluorid til opløsning og fluorescens-detektion, med beryllium bundet til sulfoneret hydroxybenzoquinolin, hviket tillader op til 100 gange mere følsom detektion end den anbefalede grænse for berylliumkoncentration på arbejdspladsen. Fluorescensen stiger i takt med stigende berylliumkoncentration. Den nye procedure er vellykket blevet afprøvet på en lang række overflader, og er effektiv til opløsning og ultratrace-påvisning af ildfast berylliumoxid og kiselholdig beryllium (ASTM D7458).